# Semmelweis Egyetem Anatómiai, Szövet- és Fejlődéstani Intézet
1898. június 12-én avatták fel Budapesten, a Tűzoltó utca 58. szám alatt a Magyar Tudományegyetem, ma Semmelweis Egyetem Orvosi Karának új anatómiai épületét. Itt kapott helyet az I. és II. sz. Anatómiai Intézet és az egyetem Anatómiai Múzeuma. 2016. január 1-jétől a két intézet összevonásával jött létre az Anatómiai, Szövet- és Fejlődéstani Intézet. 

## Az 1769-es alapítás óta jogfolytonos tanszék
Az 1769-ben a Nagyszombati Egyetemen alapított orvostudományi fakultásnak ez az egyetlen, az alapítás óta jogfolytonos tanszéke. Pesten először a Hatvani utca és az Újvilág utca sarkán, a jezsuita kolostorban működött. Onnan az Üllői útra költözött, de épülete a kórbonctani intézeté lett. Az oktatáshoz új anatómiai épületre volt szükség. A tervezés Kolbenheier Ferenc és Weber Antal műépítész alkotása. A létesítményt Mihalkovics Géza rektor, az intézet igazgatója avatta fel 1898. június 12-én. 
A földszinten és a második emelet egyik szárnyában kapott helyet az I. Bonctani Intézet, az első emeletet és a második emelet másik felét foglalta el a II. Bonctani Intézet. Az épület az orvosi oktatás egyik fellegvára lett. Tanára volt Thanhoffer Lajos, Lenhossék Mihály, Huzella Tivadar, a magyar szövettani képzés egyik megteremtője, Szentágothai János, és még számos iskolateremtő személyiség. 
Az Anatómiai Intézet egyik kiemelkedő értéke a 150 éves múltra visszatekintő tudományos gyűjtemény. Az európai hírű múzeum alapjait II. József császár adománya, a Fontana-féle viaszmodell-készítmények adták meg. A múzeum megteremtője Lenhossék József, aki tanítványaival továbbfejlesztette volt mestere, a magyar származású bécsi Hyrtl professzor makrotechnikai eljárásait. Egyik készítményük a párizsi világkiállítás első díját is elnyerte. A gyűjtemény a két világháborúban jelentős veszteségeket szenvedett, a történelmi értékű készítmények maradéka az Orvostörténeti Múzeumba került, a többi az oktatást szolgálja. 
Az utóbbi évtizedekben a nagy bonctermekből kisebb gyakorlati helyiségeket alakítottak ki, és új laboratóriumok is épültek. Az avatás centenáriumát 1998. június 12-én ünnepelték.
2016-ban a Humánmorfológiai és Fejlődésbiológiai Intézetet  /korábbi II. sz. Anatómiai Intézet/ és az Anatómiai, Szövet- és Fejlõdéstani Intézetet egyesítették, így jött létre az Anatómiai, Szövet- és Fejlődéstani Intézet.

## Külső hivatkozás
- Magyar Tudomány- és Technikatörténeti Műhely Krónika rovata. Élet és Tudomány, 1998. 25. sz.